# Aethomys ineptus
Aethomys ineptus  (Thomas & Wroughton, 1908) è un roditore della famiglia dei Muridi diffuso nell'Africa meridionale.

## Descrizione

### Dimensioni
Roditore di piccole dimensioni, con la lunghezza della testa e del corpo tra 140 e 155 mm, la lunghezza della coda tra 144 e 170 mm, la lunghezza del piede tra 26 e 32 mm, la lunghezza delle orecchie tra 18 e 22 mm e un peso fino a 107 g.

### Aspetto
Le parti superiori sono bruno-rossicce, cosparse di peli nerastri. Le guance, i fianchi e le cosce variano dal grigio chiaro al grigio-brunastro chiaro, mentre le parti inferiori sono biancastre. Le zampe sono brunastre, ricoperte di peli bianchi o giallo-arancioni. Le orecchie sono ricoperte di pochi peli giallo-arancioni. La coda è più lunga della testa e del corpo, è marrone sopra, giallastra sotto e con la metà terminale giallastra. Il cariotipo è 2n=44.

## Biologia

### Comportamento
È una specie terricola e notturna. Costruisce cunicoli e tane sotto gli arbusti..

### Alimentazione
Si nutre di parti vegetali, semi e insetti.

### Riproduzione
Le femmine partoriscono 1-3 piccoli due volte l'anno, con picchi tra ottobre e aprile e minimi tra maggio e settembre.

## Distribuzione e habitat
Questa specie è diffusa nel Sudafrica orientale, Swaziland e probabilmente anche nel Botswana e Mozambico meridionali.
Vive in ambienti alberati come le foreste, i boschi e il bushveld. Lungo le coste è presente tra le foreste costiere e i prati.

## Conservazione
La IUCN Red List, considerato il vasto areale e la popolazione numerosa, classifica A.ineptus come specie a rischio minimo (Least Concern).